# Comme un poisson hors de l'eau
Pour plus de détails, voir Fiche technique et Distribution.
Comme un poisson hors de l'eau est un film français réalisé en 1999 par Hervé Hadmar.
Un film distribué et produit par la société Carrere Group D.A.

## Synopsis
BB (Tchéky Karyo), un truand désirant se retirer sur un coup magistral s'entoure du porte-flingue caractériel Melvin (Dominique Pinon) et de l'envoutante Myrtille (Monica Bellucci) dans le but de dérober puis revendre à un riche caïd turc un poisson exotique très rare. Ayant besoin d'un pigeon pour déjouer le flair du caïd, nos malfaiteurs trouvent en la personne du naïf Désiré, aquariophile passionné, l'appât idéal.

## Fiche technique
- Réalisation : Hervé Hadmar
- Scénario : Hervé Hadmar et Philippe Haïm
- Production : Stéphane Tavenas, Centre National de la Cinématographie (C.N.C.), Carrere Group, Studiocanal, M6 Films, Procirep
- Producteur : Claude Carrère
- Producteur exécutif : Stéphane Tavenas
- Conseiller technique : Georges Lautner
- Adaptation et dialogues : Philippe Haïm, Michel Muller, Christophe Bergeronneau et Hervé Hadmar
- Musique : Alexandre Azaria
- Photographie : Jacques Boumendil
- Montage : Olivia Sibourd-Baudry
- Décors : Jean-François Rebillard
- Costumes : Chinh Tran
- Durée : 90 minutes
- Date de sortie : 5 mai 1999
- Budget : 3,14 millions d'euros
- Box-office : 40 692 entrées

## Distribution
- Monica Bellucci : Myrtille
- Dominique Pinon : Melvin
- Michel Muller : Désiré
- Tchéky Karyo : BB
- Mehmet Ulusoy : le caïd
- Philippe Haïm : garde du corps 5
- André Pousse : le faucheur
- José Garcia : Le passager dans l'avion, voisin de Désiré
- Gérard Ismaël : Nadir
- Karine Nuris :
- Beatrice Palme : La femme du caïd
- Zirek : Ramdah
- Mahmut Demir : Garde du corps 1
- Ali Ihsan Kaleci : Garde du corps 2
- Ilhan Arkan : Garde du corps 3
- Akbar Djabar : Garde du corps 4
- Vince Castello : Tanad
- Lemmy Constantine : L'homme en noir
- Jean-Claude Bouillon : Le directeur de l'hôtel
- Sylvain Ledey : Le groom
- Jean-Luc Horvais : Le maître d'hôtel
- Olivier Herveet : Gesmont
- Manuel Guyon : Le réceptionniste
- Ludovic Roussel : Le porteur
- Nadine Véron : Femme couple otages
- Yvon Poirrier : Homme couple otages
- Jean-Louis Delatte : Le comte Naroltot
- Cédric Spilthooren : René Bertanos
- Fabrice Sassenus : Emile Zozoï
- Marguerite Greze : La mère de Désiré
- Roger Florquin : Le père de Désiré
- Isabelle Doval : La femme dans l'avion
- Gipsy de Caissargues : Balik
- Sciaenochromis Fryeri : L'Agollon
- Frankie Pain : La dame sur la plage (non créditée)